# Geometra mutans
Geometra mutans är en fjärilsart som beskrevs av Butler 1881. Geometra mutans ingår i släktet Geometra och familjen mätare. Inga underarter finns listade i Catalogue of Life.